# 范慧娟
范慧娟（1935年—），中华人民共和国外交官。
生于上海，籍貫浙江省宁波市镇海县三北（今属慈溪市）。1960年毕业于中国人民大学外交系，后以新闻司副司长身份，出任第11位外交部发言人，外交部第二位女发言人。
1993年，接替韩琍琍，担任中华人民共和国驻爱尔兰大使。1997年，由郑锦炯接任。